# خالد العيد
خالد العيد (2 يناير 1969 - ) هو لاعب فروسية سعودي، فاز بالميدالية البرونزية في القفز الفردي دورة الالعاب الاولمبية الصيفية لعام 2000. كما شارك في دورة الألعاب الآسيوية 2018 وحصد الميدالية الذهبية في قفز المجموعات.

## ولادته
ولد الفارس الأولمبي خالد العيد في 2 يناير عام 1969.

## نسبه
يعود نسب الفارس الأولمبي خالد العيد إلى قبيلة السعادين من ولد محمد من قبيلة حرب.

## إنجازاته
- ميدالية برونزية في مسابقة قفز الحواجز في اولمبياد سيدني عام 2000.

## إبداعه
ويعتبر خالد العيد من أفضل الفرسان السعوديين، ويأتي في مقدمة الفرسان منهم رمزي الدهامي والأمير الفارس عبد الله بن متعب بن عبد الله بن عبد العزيز آل سعود وعبد الله الشربتلي وكمال باحمدان وفهد الجعيد وفيصل الشعلان.

## اعتزاله
في يوم الثلاثاء 13 نوفمبر أعلن الفارس خالد العيد اعتزاله في حفل تكريم فرسان الفروسية السعودية ومنح وسام الملك عبد العزيز من الدرجة الأولى.

## روابط خارجية
- خالد العيد على موقع الاتحاد الدولي للفروسية (الإنجليزية)
- خالد العيد على موقع FEI (رابط بديل) (الإنجليزية)
- خالد العيد على موقع أوليمبيديا (الإنجليزية)